# 김상욱 (1980년)
김상욱(金相旭, 1980년 1월 1일~)은 대한민국의 변호사 출신 정치인이자 제22대 국회의원이다. 제22대 국회의원 선거를 앞두고 국민추천제를 통해 울산 남구 갑 선거구에 공천되었다. 본 선거에서 53.86%의 득표율을 기록하면서 당선되었다.

## 생애
1980년 1월 1일 경상북도 의성군에서 맏아들로 태어났다. 대구 소재 대동초등학교 대구북중학교 영진고등학교 졸업 후 고려대학교 법과대학 법학과에 진학했다.
2000년 1월 27일부터 2002년 3월 26일까지 제주지방경찰청에서 의무경찰로 전환 복무하였다.
2006년 고려대학교 졸업 후 2008년 말까지 현대해상화재와 우리은행에서 근무하였고, 2009년 부산대학교 법학전문대학원 1기로 입학하였다. 2012년 제1회 변호사시험에 합격하였다. 이후 울산광역시에서 변호사로 활동했다.
처음 근무지는 민주당의 아성이 큰 법무법인 정우의 송철호 변호사 사무실이었고, 이로 인하여 공천 당시 공격을 많이 받았다. 이후 울산지역 당시 최대 전관 로펌인 법무법인 우덕을 거쳐 2014년 법률사무소 정성을 2017년 법무법인 더정성을 창립하여 운영하였다.
울산에서 법무법인을 설립 운용하였고, 노동사건, 부동산사건 자문 위원회 활동을 많이 했다.
자문사가 넓어서 남구청 자문변호사를 10년 이상, 남구의회 자문변호사도 일부 기간 겸직했다.
2024년 1월 뒤늦게 예비후보로 등록하고 총선에 참여하였다. 2024년 3월 15일, 예비후보 중에는 유일하게 국민추천제를 통하여 울산 남구 갑에 공천되었다. 상대인 더불어민주당 전은수 후보와 부산대 로스쿨 동문이다.
본선에서 선거운동 초기 더불어민주당 전은수 후보와 0.2%접전을 벌이기도 했으나, 선거운동후기로 가면서 지지세를 회복하여. 전은수 후보를 12%p 차로 꺾고 제22대 국회의원에 당선되었다.
초선임에도 원내 부대표와 울산시당위원장 중앙연수연부원장 여가위 여당 간사 등 다수의 직무를 겸직하고 있다. 다만 시당위원장으로써 울산시의회 의장 선거문제에 다소 미온적으로 대처했다는 당내 비난도 받고있다. 12.3 비상 계엄 계엄 해제에 참여하였다.
이후, 윤석열은 대통령의 자격이 없다며 강하게 비판했다. 첫 탄핵 표결 때 국민의힘 당론에 반대하며 홀로 뒤늦게 탄핵 표결에 참여하였다.  
첫 탄핵 표결 다음 날 곧바로 '대통령이 명시적 하야를 하지 않으면 다음 표결은 탄핵 찬성표를 행사한다.'고 공개 선언하였다.
2025년 5월 8일, "앞으로 극우보수와 수구보수가 아닌 참 민주보수의 길을 걷겠다"라며 국민의힘을 탈당하였다.(탈당 선언 기자회견 전문, 전체 영상) 이에 이재명 21대 대선 후보는 그를 만날 의사가 있냐는 물음에 "조만간 한번 보면 좋을 것 같다"고 답하였다. 이에 몇몇은 기회주의자라는 비판하기도 하였다.

## 학력
- 대구대동국민학교 졸업
- 대구북중학교 졸업
- 영진고등학교 졸업
- 고려대학교 법과대학 법학 학사
- 부산대학교 법학전문대학원 법학 전문석사

## 경력
- 제1회 변호사시험 합격
- 2014. 12. 한국산업인력공단 청렴시민감사관
- 2015. 1.~ 울산광역시 남구청 법률고문변호사
- 2018. 9.~2021. 9. 울산광역시 지방토지수용위원
- 2019. 6.~2021. 6. 근로복지공단 청렴시민감사관
- 법무법인 더정성 대표변호사
- 국민의힘 울산광역시당 법률자문위원장
- 2024. 4. 10. 대한민국 제22대 국회의원 선거 당선(울산 남구 갑, 국민의힘, 초선)
- 2024. 5.~2025. 5. 국민의힘 울산광역시당 남구 갑 당원협의회 위원장
- 2024. 5.~2024. 12. 국민의힘 원내부대표
- 2024. 6.~2024. 7. 국민의힘 정책위원회 산하 시급한 민생 현안 해결을 위한 에너지특별위원회 위원
- 2024. 6.~2024. 7. 국민의힘 정책위원회 산하 시급한 민생 현안 해결을 위한 저출생대응특별위원회 위원
- 2024. 6.~2025. 5. 국민의힘 이재명 사법 파괴 저지 특별위원회 위원
- 2024. 7.~2025. 2. 국민의힘 울산광역시당 위원장
- 2024. 8.~2025. 5. 국민의힘 사기 탄핵 공작 진사규명 태스크포스 위원
- 2024. 8.~2024. 12. 국민의힘 격차해소특별위원회 위원
- 2024. 9.~2024. 12. 국민의힘 중앙연수원 부위원장 겸 중앙연수위원회 부위원장
- 2024. 9.~2025. 5. 국민의힘 호남동행 국회의원 발대식 명예의원(전북특별자치도 익산시)
- 2024. 12.~2025. 1. 국민의힘 제주공항 여객기 사고 수습 TF 위원
- 2025. 5.15 국민의힘 탈당
- 2025. 5.16~ 더불어민주당 입당
- 국민주권전국회의 상임의장
- 2025. 7.~ 더불어민주당 울산광역시당 남구 갑 지역위원회 위원장
- 2025. 8.~ 더불어민주당 사법개혁특별위원회 위원

## 의정 활동
- 2024년 5월 30일~: 제22대 국회의원(울산 남구 갑, 국민의힘→무소속→더불어민주당, 초선)
  - 2024년 6월~: 제2기 국회지역균형발전포럼 연구위원
  - 2024년 6월~2024년 6월: 제22대 국회 전반기 환경노동위원회 위원
  - 2024년 6월~2025년 1월: 제22대 국회 전반기 행정안전위원회 위원
    - 제22대 국회 전반기 행정안전위원회 법안심사제2소위원회 위원
    - 제22대 국회 전반기 행정안전위원회 예산·결산기금심사소위원회 위원

  - 2024년 6월~2024년 9월: 제22대 국회 전반기 여성가족위원회 위원
    - 제22대 국회 전반기 여성가족위원회 법안심사소위원회 위원

  - 대한민국 미래혁신포럼 구성의원
  - 2040 순풍(順風) 포럼 구성의원
  - 2024년 9월~2025년 2월: 제22대 국회 전반기 여성가족위원회 간사
    - 제22대 국회 전반기 여성가족위원회 예산결산심사소위원회 위원장

  - 2025년 1월~2025년 5월: 제22대 국회 전반기 농림축산식품해양수산위원회 위원
  - 2025년 2월~2025년 5월: 제22대 국회 전반기 여성가족위원회 위원
  - 2025년 5월~2025년 6월: 제22대 국회 전반기 행정안전위원회 위원
  - 2025년 6월~: 제22대 국회 전반기 예산결산특별위원회 위원
  - 2025년 6월~: 제22대 국회 전반기 외교통일위원회 위원
  - 2025년 7월~: 제22대 국회 12·29 여객기 참사 진상규명과 피해자 및 유가족의 피해구제를 위한 특별위원회 위원

## 역대 선거 결과
| 실시년도 | 선거   | 대수 | 직책     | 선거구       | 정당     | 득표수   | 득표율          | 순위 | 당락 | 비고 |
| -------- | ------ | ---- | -------- | ------------ | -------- | -------- | --------------- | ---- | ---- | ---- |
| 2024년   | 총선   | 22대 | 국회의원 | 울산 남구 갑 | 국민의힘 | 50,066표 | \| \| 53.86% \| | 1위  |      | 초선 |
|          | 53.86% |      |          |              |          |          |                 |      |      |      |

## 소속 정당
| 소속 정당 | 소속 정당    | 소속 기간 | 비고      |
| --------- | ------------ | --------- | --------- |
|           | 국민의힘     | 2021~2025 | 정계 입문 |
|           | 무소속       | 2025      | 탈당      |
|           | 더불어민주당 | 2025~현재 | 입당      |

## 같이 보기
- 남구 갑 (울산)
- 울산 남구의 국회의원